# Ванту
Ванту́ (фр. Ventoux, окс. Ventor, Ventour) — гора в Провансе на юге Франции

## География
Высота над уровнем моря — 1912 м, находится на территории департамента Воклюз в 20 км северо-восточнее города Карпантрас. На вершине горы находится метеорологическая обсерватория. На востоке расположена горная гряда Дантель-де-Монмирай.

## История
Известно, что гора посещалась со времён античности. В 1320—1330-х годах гору посещал известный французский философ Буридан. Первое официально зарегистрированное восхождение совершил ученик Варлаама Калабрийского Франческо Петрарка, взошедший на вершину 26 апреля 1336 года со своим братом.
Человеческое вмешательство происходит со времён Средневековья. С XII века много лесов на склонах горы было вырублено. С 1860 года некоторые участки лесов взяты под охрану, часть восстановлено. В 1990 году под эгидой ЮНЕСКО был образован биосферный заповедник (810 км²). Обычная растительность — хвойные породы, дуб и граб, выше — можжевельник. Интродуцирован кедр атласский. В лесах обитает птица-змееяд.
По склонам горы проложена автомобильная дорога, иногда использующаяся как часть маршрута самой престижной велогонки «Тур де Франс». Финиш этого этапа велогонки происходит непосредственно на вершине, возле метеообсерватории. В 1967 году на подъёме на Ванту из-за употребления допинга скончался британский велогонщик Том Симпсон. На этом месте был установлен памятник. Также с 1900 по 1976 г. на дороге (протяжённостью 21,6 км, от Бедуэна до обсерватории) проводились соревнования по подъёму на холм.

## Галерея

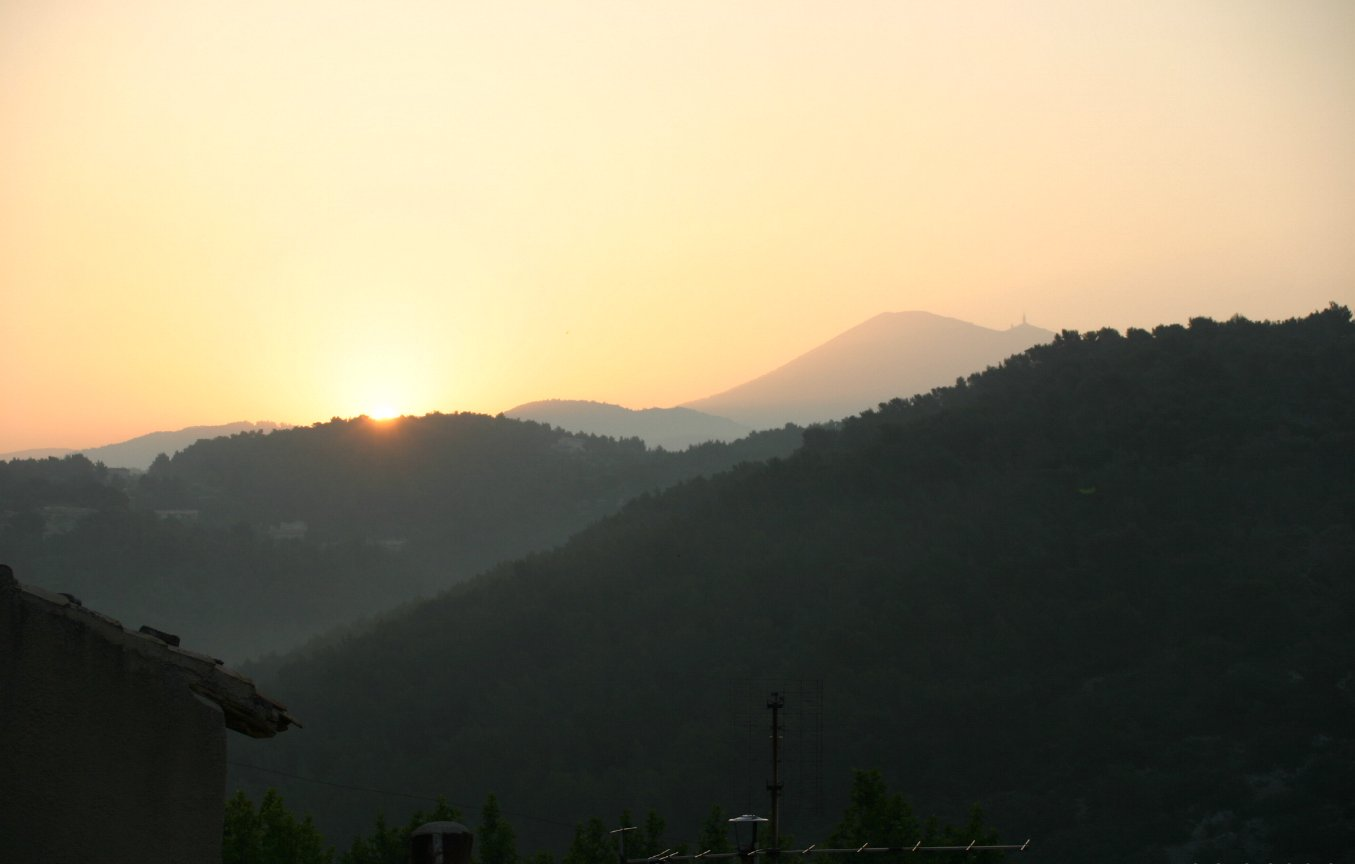
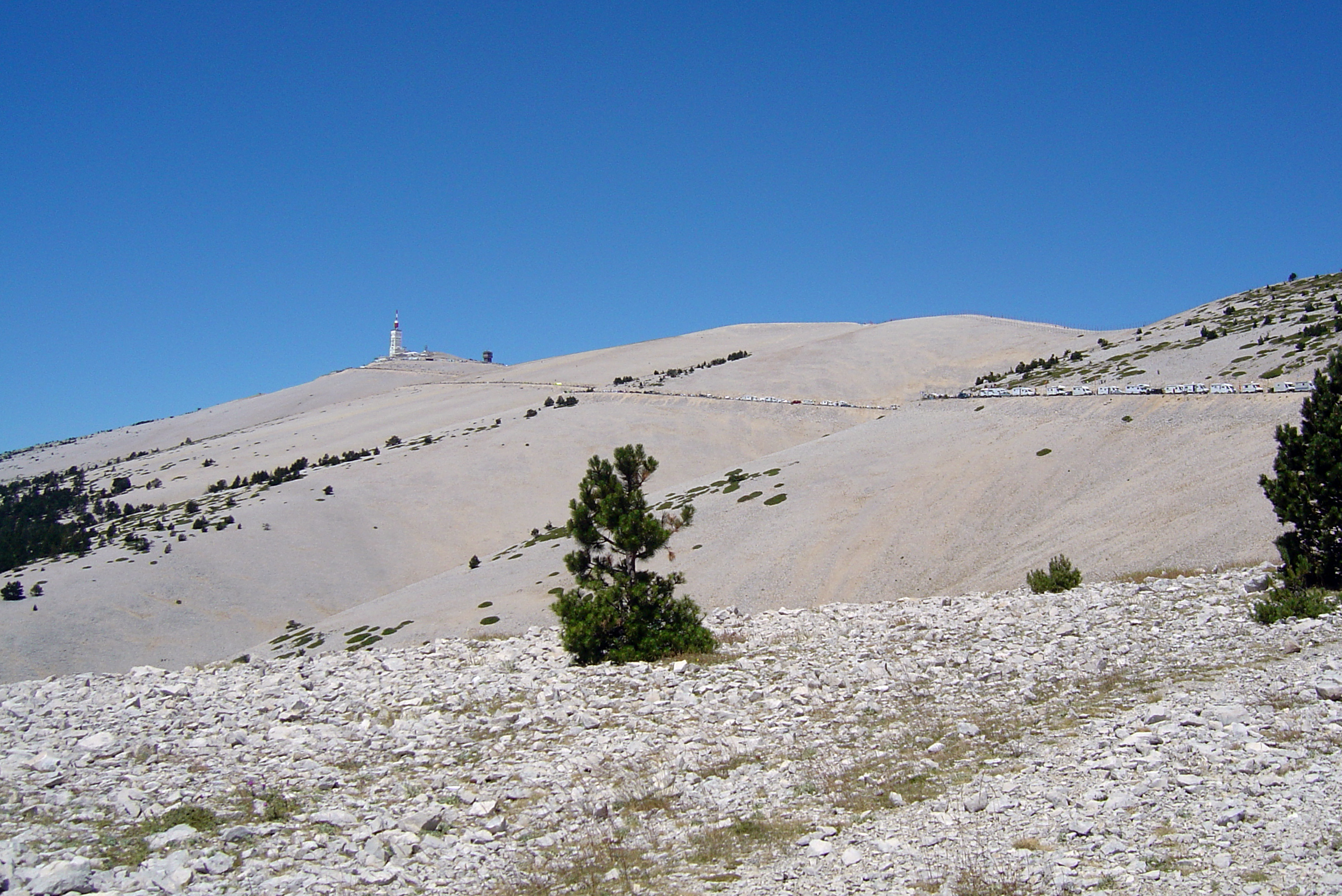
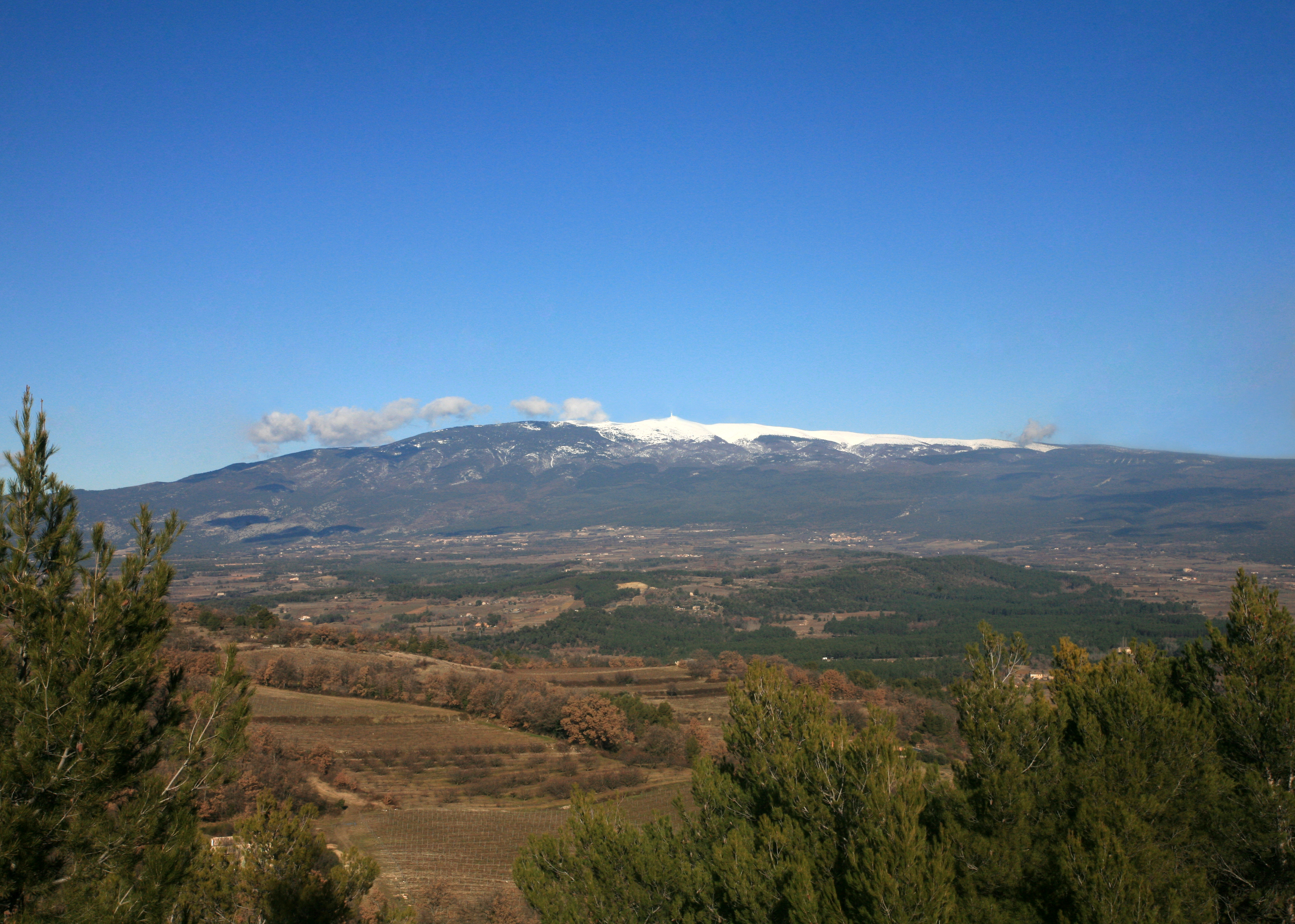
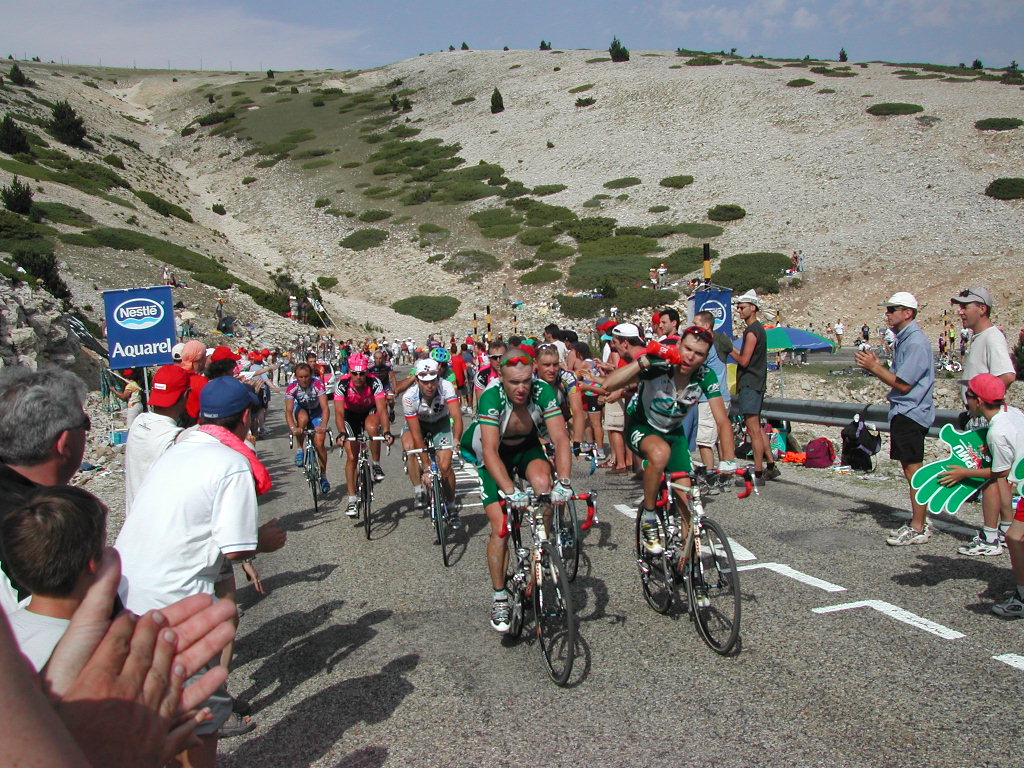
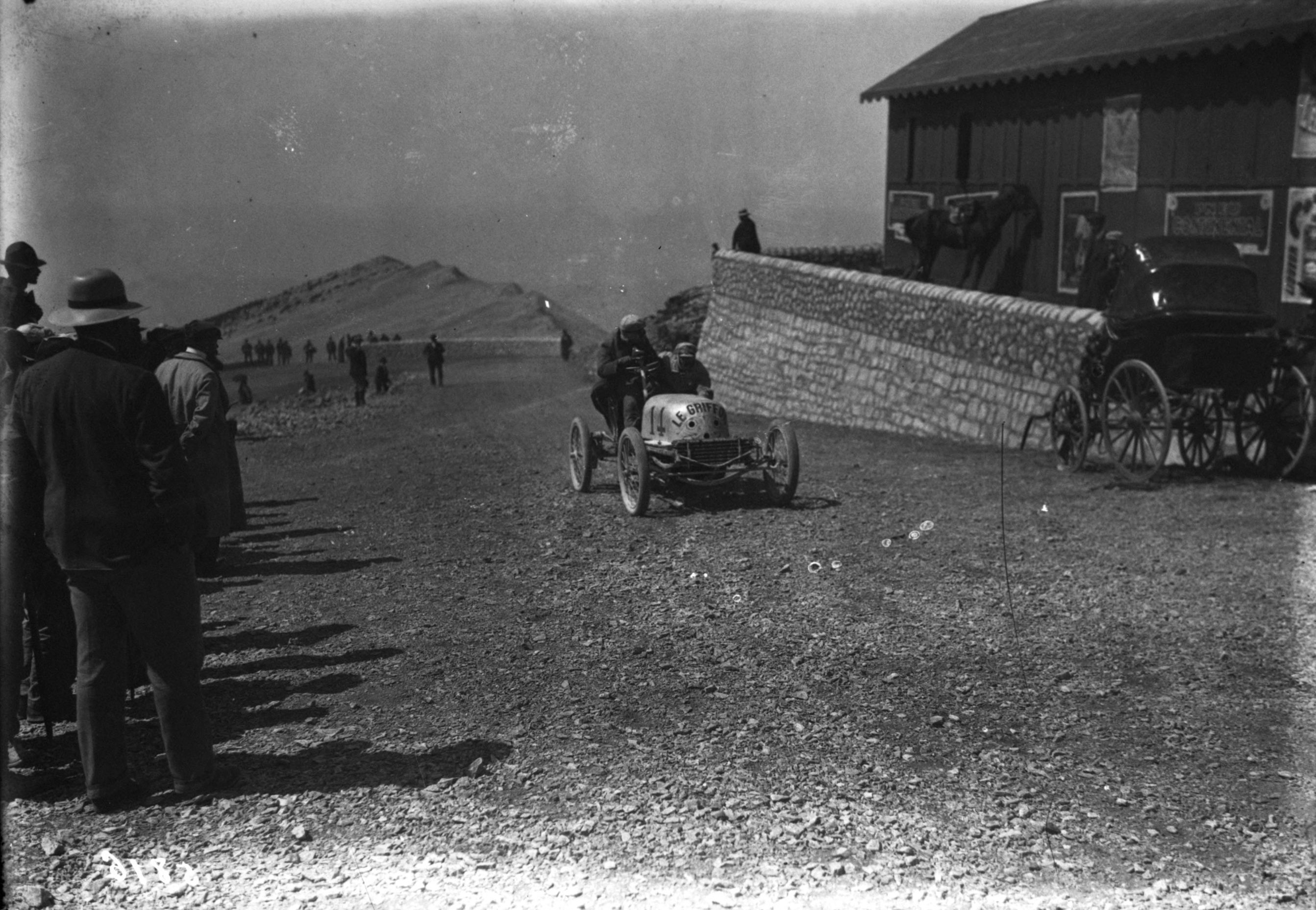